# Ишетка
Ишетка (Ошеть) — река в России, протекает по Нолинскому и Советскому районам Кировской области. Устье реки находится в 386 км от устья Вятки по левому берегу. Длина реки составляет 36 км, площадь водосборного бассейна — 233 км².
Река берёт начало к северу от села Верхоишеть. Течёт на юг, затем поворачивает на запад. В нижнем течении вблизи реки жилая деревня Ситемка и нежилая деревня Дуброва. Впадает в боковую старицу Вятки в 15 км к северо-востоку от города Советск.

## Притоки (в км от устья)
- 10 км: река Ивай (в водном реестре река без названия) (пр)
- 15 км: река Щербак (пр)

## Данные водного реестра
По данным государственного водного реестра России относится к Камскому бассейновому округу, водохозяйственный участок реки — Вятка от города Котельнич до водомерного поста посёлка городского типа Аркуль, речной подбассейн реки — Вятка. Речной бассейн реки — Кама.
Код объекта в государственном водном реестре — 10010300412111100037648.